# Скрученник
Скру́ченник (лат. Spiránthes) — род многолетних травянистых растений, включённый в трибу Кранихисовые (Cranichideae) семейства Орхидные (Orchidaceae).

## Название
Научное название рода происходит от др.-греч. σπείρα — «спираль» и άνθος — «цветок», что относится к спиралевидно закрученным соцветиям у растений этого рода. Оно было впервые употреблено Луи Клодом Ришаром в 1817 году. С 1966 года это название считается законсервированным (nom. cons.) с приоритетом над более ранним названием Orchiastrum.

## Ботаническое описание
Представители рода — многолетние травянистые растения. Корни мясистые, голые, тонкие или клубневидные. Листья расположены в основании стебля, в очертании от линейных до яйцевидных, иногда в небольшом количестве также на стебле.
Цветки собраны по конце стебля в колосовидное или кистевидное соцветие, обычно белого, кремового или жёлтого цвета, реже розовые. Чашечка состоит из свободных или слабо сросшихся почти равных чашелистиков. Венчик с ланцетовидной или яйцевидной цельной или неясно трёхдольчатой губой. Колонка короткая, пыльник сердцевидной формы. Поллинии булавовидные, с короткой каудикулой или без неё. Завязь цилиндрическая или веретеновидная. Рыльце пестика округлое или яйцевидное.
Плод — эллиптическая коробочка.

## Ареал
Большая часть видов рода распространена в Северной Америке. Некоторые известны из Европы, Азии, Австралии и Африки.

## Таксономия
|  |                                      |  |                                                         |                                                         |                    |  | ещё 13 семейств (согласно Системе APG III) |                     |                     |          |
|  |                                      |  |                                                         |                                                         |                    |  |                                            |                     |                     | 37 видов |
|  |                                      |  |                                                         | порядок Спаржецветные                                   |                    |  |                                            |                     | род Скрученник      |          |
|  |                                      |  |                                                         | порядок Спаржецветные                                   |                    |  |                                            |                     | род Скрученник      |          |
|  | отдел Цветковые, или Покрытосеменные |  |                                                         |                                                         | семейство Орхидные |  |                                            |                     |                     |          |
|  | отдел Цветковые, или Покрытосеменные |  |                                                         |                                                         |                    |  |                                            |                     |                     |          |
|  |                                      |  | ещё 58 порядков цветковых растений (по Системе APG III) | ещё 58 порядков цветковых растений (по Системе APG III) |                    |  |                                            | ещё около 880 родов | ещё около 880 родов |          |
|  |                                      |  |                                                         | ещё 58 порядков цветковых растений (по Системе APG III) |                    |  |                                            |                     | ещё около 880 родов |          |

### Синонимы
- Aristotelea Lour., 1790, nom. illeg.
- Gyrostachys Pers. ex Blume, 1852
- Helictonia Ehrh., 1792, nom. inval.
- Ibidium Salisb. ex Small, 1913
- Monustes Raf., 1837
- Orchiastrum P.Micheli ex Ség., 1754, nom. rej.
- Triorchis C.Bauhin ex Agosti, 1770, nom. inval.

### Виды
По информации базы данных The Plant List (2013), род включает 39 видов
.
- Spiranthes aestivalis (Poir.) Rich., 1817
- Spiranthes alticola D.L.Jones, 2008
- Spiranthes angustilabris J.J.Sm., 1913
- Spiranthes brevilabris Lindl., 1840
- Spiranthes casei Catling & Cruise, 1975
- Spiranthes cernua (L.) Rich., 1817
- Spiranthes delitescens Sheviak, 1990
- Spiranthes diluvialis Sheviak, 1984
- Spiranthes eatonii Ames ex P.M.Br., 1999
- Spiranthes graminea Lindl., 1840
- Spiranthes hongkongensis S.Y.Hu & Barretto, 1976
- Spiranthes infernalis Sheviak, 1989
- Spiranthes lacera (Raf.) Raf., 1833
- Spiranthes laciniata (Small) Ames, 1905
- Spiranthes longilabris Lindl., 1840
- Spiranthes lucida (H.H.Eaton) Ames, 1908
- Spiranthes magnicamporum Sheviak, 1973
- Spiranthes nebulorum Catling & V.R.Catling, 1988
- Spiranthes ochroleuca (Rydb.) Rydb., 1932
- Spiranthes odorata (Nutt.) Lindl., 1840
- Spiranthes ovalis Lindl., 1840
- Spiranthes parksii Correll, 1947
- Spiranthes porrifolia Lindl., 1840
- Spiranthes praecox (Walter) S.Watson, 1890
- Spiranthes pusilla (Blume) Miq., 1859
- Spiranthes romanzoffiana Cham., 1828
- Spiranthes sinensis (Pers.) Ames, 1908 — Скрученник китайский
- Spiranthes spiralis (L.) Chevall., 1827 — Скрученник спиральный
- Spiranthes sunii Boufford & Wen H.Zhang, 2008
- Spiranthes sylvatica P.M.Br., 2001
- Spiranthes torta (Thunb.) Garay & H.R.Sweet, 1974
- Spiranthes tuberosa Raf., 1833
- Spiranthes vernalis Engelm. & A.Gray, 1845